# آلبانی (کالیفرنیا)
آلبانی (به انگلیسی: Albany) شهری در شهرستان آلامدا ایالت کالیفرنیا است که در سرشماری سال ۲۰۱۰ میلادی، ۱۸۵۳۹ نفر جمعیت داشته‌است.